# Espacio cotangente
En geometría diferencial, el espacio cotangente es un espacio vectorial asociado a un punto {\displaystyle x} en una variedad diferenciable {\displaystyle {\mathcal {M}}}; se puede definir el espacio cotangente para cada punto de una variedad diferenciable. Habitualmente, el espacio cotangente, {\displaystyle T_{x}^{*}\!{\mathcal {M}}} se define como el espacio dual del espacio tangente en {\displaystyle x}, {\displaystyle T_{x}{\mathcal {M}}}, aunque existen definiciones más directas (ver debajo). Los elementos del espacio cotangente se suelen llamar vectores cotangentes o covectores tangentes.

## Propiedades
Todos los espacios cotangentes en puntos de una variedad conexa tienen la misma  dimensión, que es la misma dimensión que la de la variedad. Todos los espacios cotangentes de una variedad pueden ser "pegados" (e.d. unidos y dados una topología) para formar una variedad diferenciable de doble dimensión, el fibrado cotangente de la variedad.
El espacio tangente y cotangente en un punto son ambos espacios vectoriales reales de la misma dimensión, y son por lo tanto isomorfos mediante muchos posibles isomorfismos. Si introducimos una métrica Riemanniana o una forma simpléctica da pie a un isomorfismo natural entre el espacio tangente y el cotangente en un punto, asociando a cualquier vector cotangente un vector tangente canónico.

## Definiciones formales

### Definición como funcionales lineales
Sea {\displaystyle {\mathcal {M}}} una variedad diferenciable y sea {\displaystyle x} un punto de {\displaystyle {\mathcal {M}}}. Sea ahora {\displaystyle T_{x}{\mathcal {M}}} el espacio tangente en {\displaystyle x}. Entonces el espacio cotangente en x se define como el espacio dual de {\displaystyle T_{x}{\mathcal {M}}}:
{\displaystyle T_{x}^{*}\!{\mathcal {M}}=(T_{x}{\mathcal {M}})^{*}}
En particular, los elementos del espacio cotangente son funcionales lineales en {\displaystyle T_{x}{\mathcal {M}}}. Esto es, cada elemento {\displaystyle \alpha \in T_{x}^{*}{\mathcal {M}}} es una aplicación lineal
{\displaystyle \alpha :T_{x}{\mathcal {M}}\to F}
donde {\displaystyle F} es el cuerpo subyacente de espacio vectorial en cuestión, por ejemplo, el cuerpo de los  números reales. Los elementos de {\displaystyle T_{x}^{*}\!{\mathcal {M}}} se llaman vectores cotangentes.

### Definición Alternativa
En algunos casos, es preferible tener un definición directa del espacio cotangente que no depende del espacio tangente. Tal definición se puede dar en términos de clases de equivalencia de funciones suaves en {\displaystyle {\mathcal {M}}}. Informalmente, diremos que dos funciones suaves f y g son equivalentes en un punto {\displaystyle x} si la derivada de la función f-g se anula en {\displaystyle x}. El espacio cotangente consistirá de todos los posibles comportamientos de la derivada de una función cerca de {\displaystyle x}.

Sea {\displaystyle {\mathcal {M}}} una variedad diferenciable y x un punto en {\displaystyle {\mathcal {M}}}. Sea {\displaystyle I_{x}} el ideal de todas las funciones {\displaystyle C^{\infty }\!({\mathcal {M}})} que se anulan en {\displaystyle x}, y sea {\displaystyle I_{x}^{2}} el conjunto de funciones de la forma {\textstyle \sum _{i}f_{i}g_{i}}, where {\displaystyle f_{i},g_{i}\in I_{x}}. Entonces, {\displaystyle I_{x}} y {\displaystyle I_{x}^{2}} son ambos espacios vectoriales reales y el espacio cotangente se puede definir como el Espacio cociente {\displaystyle T_{x}^{*}\!{\mathcal {M}}=I_{x}/I_{x}^{2}} probando que ambos espacios son  isomorfos entre ellos.
Esta formulación es análoga a la construcción del espacio cotangente para definir el espacio tangente a una variedad algebraica con la Topología de Zariski en geometría algeraica. Esta construcción también puede generalizarse a espacios de anillos locales.

## La diferencial de una función
Sea M una variedad diferenciable y sea f ∈ C∞(M) una función suave. La diferencial de f en un punto x es la aplicación
dfx(Xx) = Xx(f)
donde Xx es un vector tangente en x, pensado como una forma de derivar. Esto es, {\displaystyle X(f)={\mathcal {L}}_{X}f} es la Derivada de Lie de f en la dirección de X, y uno tiene df(X) = X(f).  Equivalentemente, podemos pensar en los vectores tangentes como tangentes a curvas, y escribir
dfx(γ′(0)) = (f ∘ γ)′(0)
En cualquier caso, dfx es una aplicación lineal en TxM y por lo tanto es un vector cotangente en x.
Podemos definir la aplicación diferencial d : C∞(M) → Tx*M en un punto x como la aplicación que manda f a dfx. Las propiedades de la aplicación diferencial incluyen:
1. d es una aplicación lineal: d(af + bg) = a df + b dg para todas constantes a y b,
2. d(fg)x = f(x) dgx + g(x) dfx,

La aplicación diferencial nos da una relación entre las dos definiciones alternativas del espacio cotangente dadas más arriba. Dada una función f ∈ Ix (una función suave que se anula en x) podemos crear el funcional lineal dfx igual que arriba. Como la aplicación d se restringe a 0 en Ix2 (el lector interesado puede comprobar esto por su cuenta), d desciende a una aplicación que va desde Ix / Ix2 al espacio dual del espacio tangente, (TxM)*. Uno puede mostrar que esta aplicación es un isomorfismo, probando la equivalencia de ambas definiciones.

## Elpullbackde una función suave
Al igual que toda función diferenciable f : M → N entre variedades induce una aplicación lineal (llamada el pushwforward o derivada) entre los respectivos espacios tangentes
{\displaystyle f_{*}^{}\colon T_{x}M\to T_{f(x)}N}
cada función de estas características induce una aplicación lineal (llamada el pullback) entre los espacios cotangentes, solo que esta vez en la dirección opuesta:
{\displaystyle f^{*}\colon T_{f(x)}^{*}N\to T_{x}^{*}M.}
El pullback se define naturalmente como el dual (o traspuesta) del pushforward. Analizando la definición, esto significa lo siguiente:
{\displaystyle (f^{*}\theta )(X_{x})=\theta (f_{*}^{}X_{x}),}
donde θ ∈ Tf(x)*N y Xx ∈ TxM. Observar detenidamente donde vive cada cosa.
Si definimos los vectores contangentes en términos de clases de equivalencia de funciones suaves que se anulan en un punto entonces la definición de pullback es todavía más directa. Sea g una función suave en N que se anula en f(x). Entonces el pullback del vector cotangente determinado por g (denotado dg) viene dado por
{\displaystyle f^{*}\mathrm {d} g=\mathrm {d} (g\circ f).}
Esto es, es la clase de equivalencia de funciones en M que se anulan en x determinadas por g ∘ f.

## Potencias Exteriores
La k-ésima potencia exterior del espacio cotangente, denotada por Λk(Tx*M), es otro objeto importante en geometría diferencial. Vectores en la k-ésima potencia exterior, o para ser más exactos secciones de la k-ésima potencia del fibrado cotangente, se llaman k-formas diferenciales. Pueden pensarse como aplicaciones multilineales alternadas en k-vectores tangentes. 
Por esta razón, se suelen llamar a los vectores cotangentes 1-formas.